# Bí kíp luyện rồng (phim)
Bí kíp luyện rồng (tiếng Anh: How to Train Your Dragon) là bộ phim hoạt hình 3D thể loại giả tưởng được sản xuất và phát hành bởi DreamWorks Animation. Nội dung bộ phim dựa trên cuốn sách cùng tên phát hành năm 2003 của tác giả Cressida Cowell. Phim có sự tham gia lồng tiếng của nhiều ngôi sao như Jay Baruchel, Gerard Butler, Craig Ferguson, America Ferrera, Jonah Hill, T.J. Miller, Kristen Wiig, và Christopher Mintz-Plasse.
Bí kíp luyện rồng cũng là bộ phim đầu tiên sử dụng logo mới của hãng phim DreamWorks Animation.
Bộ phim khởi chiếu vào ngày 26 tháng 3 năm 2010, mặc dù những ngày khởi chiếu đầu doanh thu thấp nhưng khán giả sau khi coi đã truyền miệng nhau và bộ phim nổi tiếng nhanh chóng và điều đó khiến bộ phim thành công nhanh với doanh thu lớn như hiện nay.

## Nội dung phim
Hiccup là con trai của Stoick The Vast một Viking Chief, sống trên 1 hòn đảo có truyền thống giết rồng. Ở đây, giết rồng là một hành động dũng cảm và chỉ những chiến binh đã được huấn luyện và đủ tư chất mới có thể tham gia giết rồng. Hiccup cũng thế, cậu ta có thân hình nhỏ bé, mảnh khảnh nhưng luôn khao khát và ước muốn được 1 lần hạ được một con rồng để vinh dự với làng xóm. Nhưng cha cậu lại không cho rằng cậu đủ khả năng để giết rồng, vì thế cha cậu chỉ bảo cậu làm việc ở lò rèn để rèn và đúc vũ khí cùng người bạn thân của cha mình - Gorber.
Tuy bị cha cấm, nhưng Hiccup vẫn quyết tâm sẽ hạ được rồng. Một đêm, những con rồng lại tới đảo và phá hoại. Các chiến binh bắt đầu ra tay giết rồng. Hiccup nuôi hy vọng và với vũ khí mới chế tạo, cậu ta hy vọng sẽ giết được một con rồng. Và cậu đã bắn được một con Night Fury - mệnh danh là "Đứa con nguy hiểm của bóng đêm và sấm chớp", mạnh mẽ, nhanh nhẹn đặc biệt trong bóng đêm và chưa bao giờ bắn hụt. Cậu nói với mọi người nhưng chẳng ai tin cậu.
Sáng hôm sau, cậu ta lại cầm dao đi tìm con Night Fury mình đã bắn tối qua và cậu đã tìm ra nó. Cậu định giết nó để đem về đảo nhưng lại không thể, và rồi Hiccup giải thoát cho nó.
Kể từ đó, Hiccup không còn ý muốn giết rồng nữa. Nhưng Stoick cậu đã đổi ý và muốn cậu tham gia khóa huấn luyện giết rồng. Trong khóa huấn luyện, những đứa bạn cùng trang lứa tỏ ra khinh Hiccup và nghĩ rằng cậu vô dụng.
Hiccup phát hiện ra con Night Fury hôm trước mình đã giải thoát bị thương, cậu ta bắt đầu đem thức ăn tới cho nó và làm quen với nó. Hiccup đặt tên cho con rồng là Toothless (Răng Sún). Cậu ta học những đặc điểm ủa nó và phát hiện ra những điểm yếu cũng như thế mạnh của con rồng. Nhờ đó mà những buổi huấn luyện, cậu luôn chinh phục được những con rồng bằng những cách đặc biệt. Cậu trở thành ngôi sao trong mắt đám bạn, ngoại trừ cô bạn Astrid, vẫn rất ghen ghét và ganh tị với Hiccup.
Và lúc Hiccup được chọn là người sẽ giết con rồng đầu tiên trong đời trước mặt dân làng để trở thành chiến binh diệt rồng nhưng Hiccup lại có ý định bỏ trốn cùng Toothless và bị Astrid phát hiện. Rồi Hiccup cũng phải tiết lộ mọi bí mật cho Astrid và rồi Astrid cũng thay đổi suy nghĩ như Hiccup - không muốn giết rồng nữa. Rồi Hiccup cưỡi Toothless và cho Astrid theo cùng để bay lượn khắp nơi. Sau khi nghe Astrid nói rằng Hipcup sẽ phải đi giết rồng, Toothless đi vào 1 hang động và Hiccup thì không biết nó đang đi đâu. Trong hang là hàng ngàn con rồng, mỗi con đem theo mình một con mồi và thả xuống dưới hố lửa. Đến đây Hiccup và Astrid mới biết đến sự tồn tại của một con rồng chúa. Các con rồng khác phải đem thức ăn đến cho nó.
Khi về đến nhà, cũng là lúc Hiccup phải chinh phục được con rồng Monstrous Nightmare để chiến thắng và được tham gia đội quân chiến binh giết rồng của đảo. Nhưng Hiccup đã không đánh nhau với nó mà chỉ vuốt ve nhẹ nhàng. Mọi người phản đối và đáng lẽ ra con rồng đã làm quen với Hiccup thì nó bắt đầu tức lên và tấn công. Ngay lúc đó, Toothless đến và giúp đỡ Hiccup. Cha của Hiccup và mọi người thấy vậy liền bao vây và bắt lấy Toothless. Sau đó, ông được biết về hang ổ của rồng. Thế là đoàn chiến binh giết rồng quyết định ra đi để có thể diệt tận gốc loài rồng. Stoick đem theo cả Toothless.
Khi đến nơi, mọi người phá cửa hang dưới chân núi lửa và 1 đám rồng bay thẳng ra ngoài. Cứ ngỡ là đang chiến thắng rồi rồng chúa thức giấc, nó bắt đầu lao vào tấn công đội quân của người Viking. Ở đảo, Hiccup và các bạn thuần hóa tất cả con rồng của học viện sau đó, họ cưỡi rồng đến hang ổ của nó để hạ con rồng chúa. Kết quả là phe của Hiccup chiến thắng.
Nhưng chiến thắng xong cũng là lúc Hiccup bị cụt 1 chân, cậu được người chú Gorber lắp chân giả và rồi buổi sáng hôm sau, cậu thức dậy cùng Toothless ra ngoài. Khung cảnh trước mắt cậu là cảnh người và rồng cùng hợp tác làm việc. Và bộ phim kết thúc trong màn đua cưỡi rồng của Hiccup và những người bạn

## Nhạc phim
Nhạc phim chính thức của bộ phim được phát hành bởi DreamWorks studio vào ngày 23 tháng 3 năm 2010. Tất cả nhạc phẩm được viết bởi John Powell.
| STT              | Nhan đề                      | Thời lượng |
| ---------------- | ---------------------------- | ---------- |
| 1.               | "This Is Berk"               | 4:10       |
| 2.               | "Dragon Battle"              | 1:55       |
| 3.               | "The Downed Dragon"          | 4:16       |
| 4.               | "Dragon Training"            | 3:11       |
| 5.               | "Wounded"                    | 1:25       |
| 6.               | "The Dragon Book"            | 2:22       |
| 7.               | "Focus, Hiccup!"             | 2:05       |
| 8.               | "Forbidden Friendship"       | 4:11       |
| 9.               | "New Tail"                   | 2:48       |
| 10.              | "See You Tomorrow"           | 3:56       |
| 11.              | "Test Drive"                 | 2:36       |
| 12.              | "Not So Fireproof"           | 1:12       |
| 13.              | "This Time For Sure"         | 0:44       |
| 14.              | "Astrid Goes For A Spin"     | 0:43       |
| 15.              | "Romantic Flight"            | 1:56       |
| 16.              | "Dragon's Den"               | 2:29       |
| 17.              | "The Cove"                   | 1:11       |
| 18.              | "The Kill Ring"              | 4:29       |
| 19.              | "Ready The Ships"            | 5:14       |
| 20.              | "Battling The Green Death"   | 6:18       |
| 21.              | "Counter Attack"             | 3:05       |
| 22.              | "Where's Hiccup?"            | 2:44       |
| 23.              | "Coming Back Around"         | 2:51       |
| 24.              | "Sticks & Stones" (Jónsi)    | 4:06       |
| 25.              | "The Vikings Have Their Tea" | 2:03       |
| Tổng thời lượng: | Tổng thời lượng:             | 1:11:57    |